# Soledad Arribas González
Soledad Arribas González   (Valladolid, 14 d'abril de 1933) és una arxivera espanyola que fou directora de l'Arxiu de la Reial Cancelleria de Valladolid.

## Trajectòria
Prové d'una família d'arxivers, doncs els seus pares foren els arxivers Filemón Arribas Arranz i Socorro González de Madrid. Es llicencià l'any 1955 en Filosofia i Lletres a la secció d'Història per la Universitat de Valladolid.
L'any 1957, ingressà al Cos Auxiliar d'Arxius, Biblioteques i Museus, i començà a treballar a les Biblioteques Populars de Valladolid. El 30 d'abril de 1958, ingressà al Cos Facultatiu d'Arxivers, Bibliotecaris i Arqueòlegs i fou destinada a l'Arxiu de la Delegació d'Hisenda i més tard, a la Biblioteca de la Facultat de Veterinària de la Universitat de Lleó l'any 1959.

## Obra
- 1971 – Los fondos del Archivo de la Real Chancillería de Valladolid.[2]
- 1978 – Sección de Planos y Dibujos. Archivo de la Real Chancillería de Valladolid.[3]
- 1998 – Guía del Archivo de la Real Chancilleria de Valladolid. Universidad de Valladolid. ISBN 9788477628378.

## Reconeixements
L'any 2020, s'inclogué dins del projecte “Mujeres Investigadoras en los Archivos Estatales (1900-1970)” per a la descripció arxivística i per a la creació d'un microlloc específic al Portal d'Arxius Espanyols (PARES), desenvolupat entre els anys 2020 i 2023. Aquest projecte ha estat impulsat per la Subdirecció General d'Arxius Estatals, amb l'objectiu de visibilitzar la tasca d'investigació realitzada a Espanya per dones en l'interval 1900-1970 a partir dels registres documentals que es conserven als Arxius de Gestió dels Arxius Espanyols del Ministeri de Cultura (l'Arxiu Històric Nacional, l'Arxiu de la Corona d'Aragó, l'Arxiu General de Simancas, l'Arxiu General d'Índies, l'arxiu de la Reial Cancelleria de Valladolid, l'Arxiu General de l'Administració i el Centre d'Informació Documental d'Arxius).